# Кафе Семадені

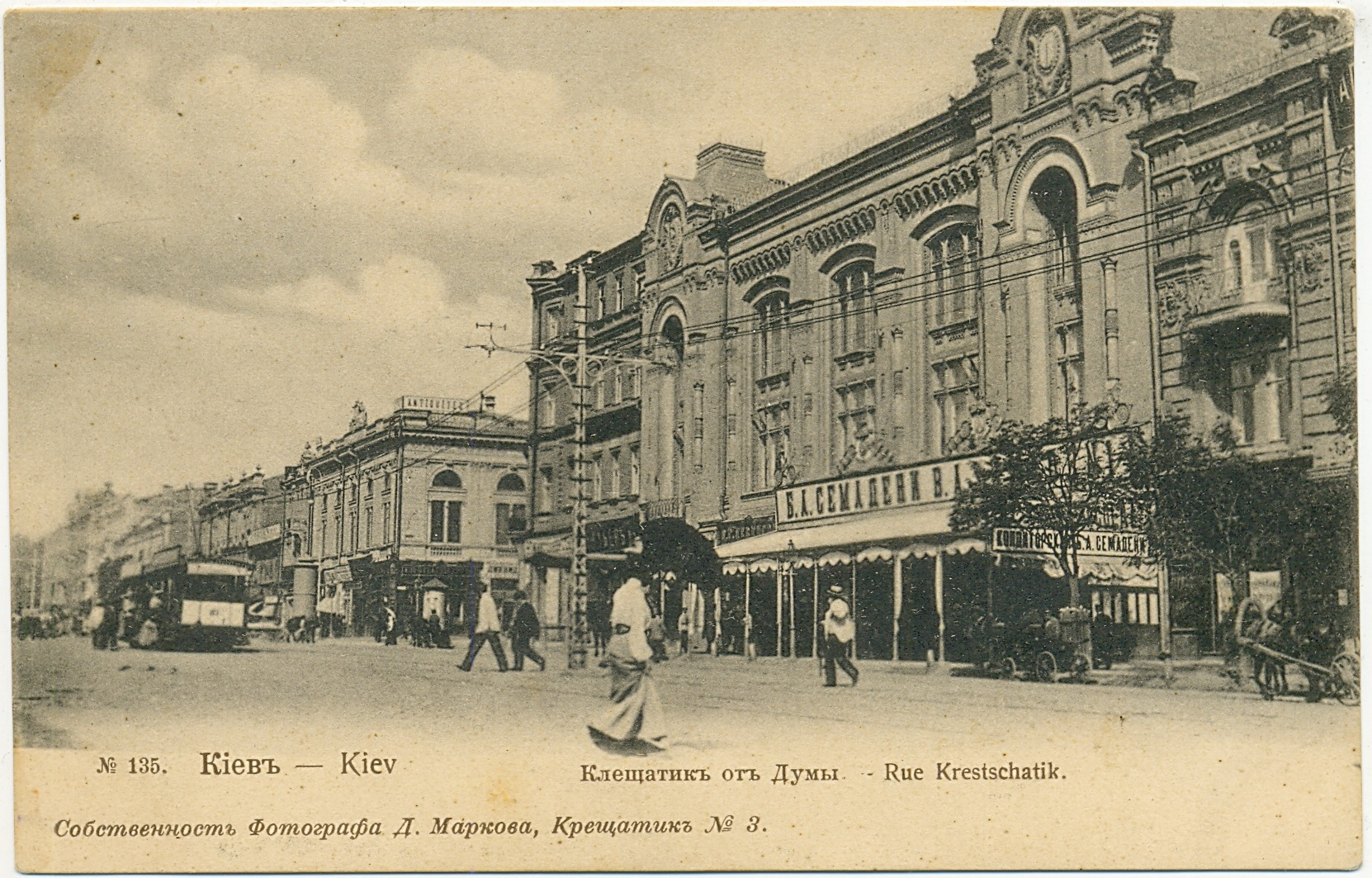
Кав'ярня Семадені в будинку за адресою Хрещатик 15

Кафе Семадені — кав'ярня, кондитерська і ресторан в Києві за адресою Хрещатик, 15, що існувала в XIX—XX сторіччях. Родині Семадені в різний час також належали й інші подібні заклади в Києві.

## Історія
Мережа була заснована 1888 швейцарцем Бернардом Семадені на паях з Мартіном Штіфлером. Спочатку складалася з двох магазинів-кав'ярень з більярдними кімнатами на Хрещатику та кондитерської фабрики. Згодом Семадені викупив частку Штіфлера і перейменував обидві кав'ярні на свою честь.

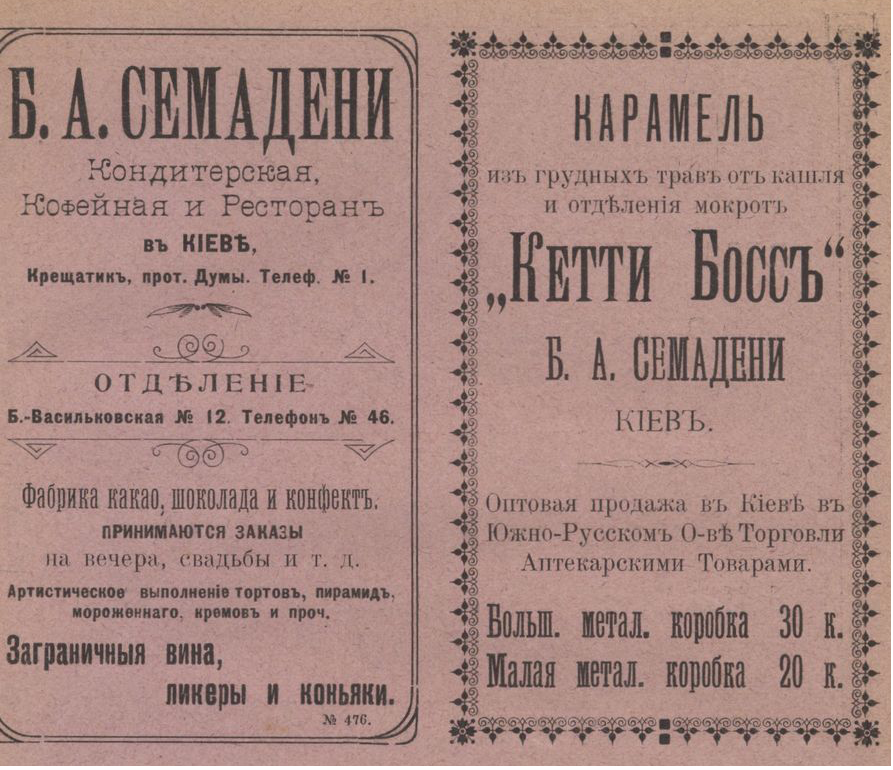
Реклама закладу Семадені та карамелі «Кеті-Бос»

У вихідні київська публіка приходила в «Семадені» пліткувати, грати у більярд і читати західноєвропейську пресу. Тут подавали мигдалеве драже, шоколадні таблетки, каштани у сиропі, американські ананаси, різні сорти шоколаду з альпійським молоком. Найпопулярнішими були фірмові тістечка «Семадені». Окрім того, тут можна було придбати ексклюзивні м'ятні карамельки «Кеті-Бос» з екстрактом лікувальних трав (медичний департамент рекомендував їх від кашлю) та ексклюзивний кефір, про який ходили легенди.
Серед відомих відвідувачів кав'ярень був композитор Микола Лисенко та журналіст-початківець Костянтин Паустовський.
Заклад Семадені за адресою Хрещатик 15 на початку XX сторіччя називали «другою Думою», бо він був розташований навпроти Міської Думи і владці проводили в ньому чи не більше часу, аніж на своєму «робочому місці». В будні комерсанти й маклери з сусідньої біржі проводили тут зустрічі, часто шкрябаючи фінансові обчислення прямо на поверхні мармурових столиків.
Мережа кав'ярень «Семадені» проіснувала до 1925 року.
В 2004 році в Києві була відкрита цілком нова цукерня «Семадені» за адресою вул.Велика Васильківська 68.

## В літературі
Кафе Семадені згадується в циклі творів Шолом-Алейхема про Менахем-Мендла. Менахем-Мендл змальовує у листі, як він став одним з тих маклерів-євреїв, що збирались у Семадені кожен день: 
|  | «...Я втерся в компанию маклеров и сам стал, с Божьей помощью, не из последних, сижу уже у Семадени наравне со всеми за белым мраморным столиком, как в Одессе, и пью кофе со сдобными булочками. Такой уж здесь обычай – не то подходит человек и выгоняет вон. Тут, у Семадени, и есть самая биржа. Сюда собираются маклеры со всех концов света. Здесь всегда крик, шум, гам, как – не в пример будь сказано, – в синагоге: все говорят, смеются, размахивают руками. Иной раз ссорятся, спорят, затем судятся, потому что при дележе куртажа вечно возникают недоразумения и претензии; без суда посторонних лиц, без проклятий, кукишей и оплеух никогда ни у кого –в том числе и у меня – не обходится...» |

Кафе згадується у творі В. Домонтовича "Доктор Серафікус": 
|                                     | Студентська маса в своєму складі була аморфна, дезорієнтована, малокультурна. Курсистки читали графа Аморі, Вербіцьку й Брешко-Брешковського, у кращому разі — Винниченка, Андрєєва й Купріна. Інтелектуальний рівень був дуже низький. Кіно, театр мініятюр, для студентів — карти, пулька в преферанс, пиво; для курсисток — флірт, недотепні дотепи, пісні, пікніки, кава й тістечка у Франсуа або Семадені. |
| — В. Домонтович, "Доктор Серафікус" | |

Також заклад згаданий у оповіданні К. Паустовського «Гардемарин»: 
|  | «На Крещатике гардемарин зашел со мной в кофейню Семадени, заказал две порции фисташкового мороженого и два стакана воды. Нам подали мороженое на маленький трехногий столик из мрамора. Он был очень холодный и весь исписан цифрами: у Семадени собирались биржевые дельцы и просчитывали на столиках свои прибыли и убытки». |